# Jüdischer Friedhof (Mehring)
Der Jüdische Friedhof Mehring  ist ein Friedhof in Mehring, einer Ortsgemeinde im Landkreis Trier-Saarburg in Rheinland-Pfalz.
Der jüdische Friedhof liegt am westlichen Ortsrand in Höhenlage. Er ist erreichbar in den Weinbergen vom Kapellenweg/Auf Zellerberg. Es sind nur noch drei Grabsteinsockel vorhanden. Eine Mauer umgibt das Friedhofsgrundstück.

## Geschichte
Der Friedhof wurde vermutlich im 19. Jahrhundert angelegt. In der NS-Zeit wurde er geschändet, zerstört und völlig abgeräumt. Eine Gedenktafel "Zur Erinnerung an unsere verstorbenen jüdischen Mitbürger – Den Lebenden als Mahnung – Ortsgemeinde Mehring 2016" wurde 2016 neu aufgestellt und ersetzte einen älteren Gedenkstein.